# Christian Steen
Christian Steen (Trondheim, 2 luglio 1977) è un ex calciatore norvegese, di ruolo difensore.

## Carriera

### Club

#### Rosenborg e Bodø/Glimt
Steen iniziò la carriera professionistica con la maglia del Rosenborg. Esordì con il club nella massima divisione norvegese in data 23 agosto 1997, nel successo per 2-6 in casa dello Haugesund. Giocò 2 partite di campionato in quella stagione, che culminò con la vittoria del campionato da parte del suo club. Nel 1998 si trasferì al Bodø/Glimt. Il 15 agosto 1999 segnò la prima rete nell'Eliteserien, nel pareggio per 3-3 in casa del Viking. Rimase cinque stagioni in squadra, totalizzando 101 presenze e una rete in campionato.

#### Aalesund e Tromsø
Nel 2003 passò allo Aalesund, squadra per cui debuttò da titolare il 13 aprile dello stesso anno, nella sconfitta interna per 2-3 contro il Tromsø: nello stesso match segnò la prima rete per il nuovo club. In quella stagione, però, lo Aalesund retrocesse nella 1. divisjon, ma Steen non cambiò casacca; contribuì all'immediato ritorno nella massima divisione per il campionato 2005, sua ultima annata nel club.
Nel 2006 si legò allora al Tromsø: esordì il 29 giugno, quando subentrò ad Ole Andreas Nilsen nella sconfitta per 5-3 in casa del Fredrikstad. Il 6 maggio 2007 segnò l'unica rete della sua carriera con questa maglia, nella vittoria per 4-1 sul Fredrikstad.

#### Molde
Nel 2008 si trasferì al Molde, per cui debuttò il 20 aprile contro il Lillestrøm, quando sostituì Øyvind Gjerde (il match si concluse con un pareggio per 1-1). Il 10 maggio dello stesso anno segnò la prima rete ufficiale per la nuova squadra, contribuendo al successo per 0-6 sull'Elnesvågen nel primo turno dell'edizione stagionale della Coppa di Norvegia. L'8 novembre 2009 fu titolare nella finale di Coppa di Norvegia giocata contro l'Aalesund, ma il Molde fu sconfitto ai calci di rigore: Steen, comunque, segnò il suo penalty. Nel campionato 2011, giocò 6 partite, ma contribuì lo stesso al successo finale del club, per la prima volta nella sua storia. Il suo contratto giunse alla scadenza e Steen manifestò la volontà di ritirarsi.

### Nazionale
Steen giocò 15 partite per la Norvegia under 21, quando fu titolare nel pareggio per uno a uno contro la Danimarca under 21 in data 3 febbraio 1998.

## Statistiche

### Presenze e reti nei club
Aggiornato al 1º gennaio 2012.
| Stagione          | Club              | Campionato        | Campionato | Campionato | Coppe nazionali | Coppe nazionali | Coppe nazionali | Coppe continentali | Coppe continentali | Coppe continentali | Supercoppe | Supercoppe | Supercoppe | Totale | Totale |
| Stagione          | Club              | Comp              | Pres       | Reti       | Comp            | Pres            | Reti            | Comp               | Pres               | Reti               | Comp       | Pres       | Reti       | Pres   | Reti   |
| ----------------- | ----------------- | ----------------- | ---------- | ---------- | --------------- | --------------- | --------------- | ------------------ | ------------------ | ------------------ | ---------- | ---------- | ---------- | ------ | ------ |
| 1997              | Rosenborg         | ES                | 2          | 0          | CN              | ?               | ?               | UCL                | ?                  | ?                  | -          | -          | -          | 2+     | 0+     |
| 1998              | Bodø/Glimt        | ES                | 17         | 0          | CN              | 0               | 0               | -                  | -                  | -                  | -          | -          | -          | 17     | 0      |
| 1999              | Bodø/Glimt        | ES                | 26         | 1          | CN              | 0               | 0               | CU                 | ?                  | ?                  | -          | -          | -          | 26+    | 1+     |
| 2000              | Bodø/Glimt        | ES                | 24         | 0          | CN              | 4               | 0               | -                  | -                  | -                  | -          | -          | -          | 28     | 0      |
| 2001              | Bodø/Glimt        | ES                | 11         | 0          | CN              | 2               | 0               | -                  | -                  | -                  | -          | -          | -          | 13     | 0      |
| 2002              | Bodø/Glimt        | ES                | 23         | 0          | CN              | 4               | 1               | -                  | -                  | -                  | -          | -          | -          | 27     | 1      |
| Totale Bodø/Glimt | Totale Bodø/Glimt | Totale Bodø/Glimt | 101        | 1          |                 | 10              | 1               |                    | ?                  | ?                  |            | -          | -          | 111+   | 2+     |
| 2003              | Aalesund          | ES                | 24         | 3          | CN              | 5               | 0               | -                  | -                  | -                  | -          | -          | -          | 27     | 3      |
| 2004              | Aalesund          | 1D                | 28         | 1          | CN              | ?               | 1               | -                  | -                  | -                  | -          | -          | -          | 28+    | 2      |
| 2005              | Aalesund          | ES                | 15         | 0          | CN              | 0               | 0               | -                  | -                  | -                  | -          | -          | -          | 15     | 0      |
| Totale Aalesund   | Totale Aalesund   | Totale Aalesund   | 67         | 4          |                 | 5+              | 1               |                    | -                  | -                  |            | -          | -          | 72+    | 5      |
| 2006              | Tromsø            | ES                | 13         | 0          | CN              | 2               | 0               | -                  | -                  | -                  | -          | -          | -          | 15     | 0      |
| 2007              | Tromsø            | ES                | 25         | 1          | CN              | 3               | 0               | -                  | -                  | -                  | -          | -          | -          | 28     | 1      |
| Totale Tromsø     | Totale Tromsø     | Totale Tromsø     | 38         | 1          |                 | 5               | 0               |                    | -                  | -                  |            | -          | -          | 43     | 1      |
| 2008              | Molde             | ES                | 10         | 1          | CN              | 3               | 1               | -                  | -                  | -                  | -          | -          | -          | 13     | 2      |
| 2009              | Molde             | ES                | 29         | 2          | CN              | 7               | 1               | -                  | -                  | -                  | -          | -          | -          | 36     | 3      |
| 2010              | Molde             | ES                | 14         | 1          | CN              | 3               | 2               | UEL                | 0                  | 0                  | -          | -          | -          | 17     | 3      |
| 2011              | Molde             | ES                | 6          | 0          | CN              | 3               | 1               | -                  | -                  | -                  | -          | -          | -          | 9      | 1      |
| Totale Molde      | Totale Molde      | Totale Molde      | 59         | 4          |                 | 16              | 5               |                    | 0                  | 0                  |            | -          | -          | 75     | 9      |
| Totale            | Totale            | Totale            | 267        | 10         |                 | 36+             | 7+              |                    | 0+                 | 0+                 |            | -          | -          | 303+   | 17+    |

## Palmarès

### Club

#### Competizioni nazionali
- Campionato norvegese: 2

Rosenborg: 1997
Molde: 2011